# Jurij Własow
Jurij Pietrowicz Własow (ros. Юрий Петрович Власов, ur. 5 grudnia 1935 w Makiejewce, zm. 13 lutego 2021 w Moskwie) – radziecki sztangista. Dwukrotny medalista olimpijski.
Startował w wadze ciężkiej (powyżej 90 kg). Brał udział w dwóch igrzyskach (IO 60, IO 64), na obu zdobywał medale. Po złoto sięgnął w 1960, był drugi cztery lata później – wyprzedził go Łeonid Żabotynśkyj. Cztery razy zostawał mistrzem świata (1959, 1961, 1962 i 1963), w 1964 był drugi. W 1959, 1960, 1961, 1962, 1963 i 1964 zwyciężał w mistrzostwach Europy. Pobił 31 rekordów globu, pięć razy był mistrzem ZSRR (1959-64).
Absolwent Saratowskiej Suworowskiej Szkoły Wojskowej oraz Akademii Lotniczej im. Nikołaja Żukowskiego. Po zakończeniu kariery sportowej w 1967 został pisarzem, a następnie politykiem (deputowany do Dumy Państwowej Federacji Rosyjskiej). W 1996 kandydował w wyborach prezydenckich.
Pochowany na Cmentarzu Nowodziewiczym w Moskwie.